# Pseudoligostigma argyractalis
Pseudoligostigma argyractalis är en fjärilsart som beskrevs av William Schaus 1912. Pseudoligostigma argyractalis ingår i släktet Pseudoligostigma och familjen Crambidae. Inga underarter finns listade i Catalogue of Life.